# Sayla Mass
Sayla Mass (セイラ・マス?, Seira Masu) è un personaggio fittizio della serie di anime Mobile Suit Gundam doppiata da You Inoue. All'inizio della serie Sayla è uno dei civili di Side 7 che viene imbarcata a bordo della portamobile suit White Base insieme con Amuro Ray, Fraw Bow e Hayato Kobayashi. Sayla è una newtype come Amuro, sebbene non altrettanto potente. Nel primo adattamento di Mobile Suit Gundam era stata rinominata Seira Masu.

## A bordo dellaBase Bianca
Nella prima puntata della serie compare come profuga civile durante l'assalto a Side 7. Affronta con la pistola un misterioso pilota nemico, suo fratello "Casval", che quando solleva la visiera del casco, la sorprende e fugge. Finisce poi tra i profughi accolti dalla Base Bianca e poiché a Side 7 era una studentessa di medicina, viene reclutata praticamente subito come soldato e incaricata di badare ai profughi civili. A causa della quasi totale mancanza di personale esperto per difendere la Base Bianca, Bright Noa l'assegna anche a incarichi di ufficiale delle comunicazioni, navigatore e infine pilota di mobile suit.
Resasi conto che il fratello comanda sotto falso nome dei reparti delle truppe nemiche,  inizia ripetutamente a cercarlo e approfitta di ogni opportunità per cercare informazioni su di lui e contattarlo, rubando anche il Gundam. L'incontro tra i due fratelli non ha però gli esiti sperati; Casval-Char non è disposto a rinunciare alla vendetta contro la famiglia Zabi e alla sua lotta dall'interno del fronte nemico. Quando Bright riceve una valigia piena di lingotti d'oro diretta a lei, affinché almeno lei fugga dalla guerra, ammette che la sua vera identità è Artesia Som Deikun, sorella di Casval Rem Deikun (meglio conosciuto come Char Aznable) e unica figlia di Zeon Zum Deikun, fondatore della Repubblica di Zeon.

## Relazione con Amuro
All'inizio della serie, Sayla e Amuro condividono poco tempo insieme sullo schermo, dato che Amuro è nominalmente impegnato con l'amica Fraw e successivamente sviluppa una cotta per il luogotenente Matilda Ajan. Ma durante le battaglie contro Ramba Ral, Sayla ruba il Gundam per contattare Char e viene attaccata dalle truppe di Ramba. Raggiungendo la zona di combattimento Amuro la salva. Sebbene Sayla venga punita per l'accaduto, Bright e Matilda riconoscono entrambe le sue capacità di newtype. Quando arriva una nuova navicella corazzata in grado di agganciarsi al Gundam per renderlo più veloce, le viene assegnata e diventa copilota del nuovo mezzo assieme ad Amuro. Questo accoppiamento permette ai due di interagire e di imparare a fidarsi l'uno dell'altra. Nonostante i tentativi di avance di altri personaggi, sembra che confidi in Amuro e i due diventano molto vicini emozionalmente.
Durante la battaglia di A Baoa Qu alla fine della serie, Sayla trova Char che duella contro Amuro a gravità zero con delle spade da scherma. Preoccupata per la sicurezza di entrambi, li divide. Una serie di esplosioni quindi separa i tre. Sayla ritorna da Char, che desidera trovare e uccidere Amuro, ma vedendo il dolore negli occhi della sorella, Char le chiede di abbandonare il campo di battaglia e di andare dal giovane pilota. Sayla, grazie alla guida telepatica di Amuro sfugge da A Baoa Qu e si riunisce con l'equipaggio della Base Bianca, ma scopre con orrore che Amuro è ancora disperso. Cercando di convincersi che non è morto piange lacrime di tristezza per l'apparente perdita, ma Amuro riesce a uscire da A Baoa Qu sano e salvo. Dopo essersi eiettata dal suo Core Fighter Sayla lo accoglie a braccia aperte.
Data la scena in qualche modo intima della serie, si spiega il fatto che Fraw diventerà presto la moglie di Hayato e che nei romanzi di Yoshiyuki Tomino Sayla e Amuro sono coinvolti sia sentimentalmente che sessualmente. Sayla potrebbe essere stata originariamente destinata a essere la futura compagna di Amuro. Comunque così non fu. Nei romanzi Amuro viene ucciso durante la battaglia con Char, mentre nelle successive serie animate di Gundam, Amuro è coinvolto con altre donne, relegando in effetti Sayla al ruolo di personaggio secondario.

## Apparizioni successive
In Mobile Suit Zeta Gundam Sayla compare solo in cameo in cui non parla (poiché la sua doppiatrice, You Inoue, era all'epoca della produzione in un safari in Africa) e Amuro era romanticamente coinvolto con Irma Beltorchika.
In Mobile Suit Gundam ZZ Sayla compare a metà serie assieme a Leina, la sorella più giovane di Judau Ashta (e ritenuta morta). Negli ultimi tre episodi compare nuovamente portando con sé Leina per incontrare Bright Noa, dove gli consegna una lettera della sua famiglia e gli chiede notizie di Char.
Infine in Mobile Suit Gundam: Char's Counter Attack Sayla non compare, ma poco prima di essere ucciso in battaglia Char guarda una sua foto e commenta che almeno lei sarebbe sopravvissuta.